# 다포체

정팔포체.

다포체(多胞體, 영어: polytope 폴리토프[*])는 다각형이나 다면체 등의 도형을 임의의 차원으로 확장한 것을 가리킨다.
{\displaystyle n}차원에서 정의되는 다포체를 n차원 다포체(n-polytope)로 부른다. 예를 들어, 다각형은 2차원 다포체, 다면체는 3차원 다포체, 폴리코론은 4차원 다포체다.

## 정의
다포체를 정의하는 방법은 다양하며 이 정의의 차이에 따라 포함하는 도형의 범위도 달라진다. 어떠한 경우는 다포체의 정의에 테셀레이션과 같은 무한한 크기의 도형을 포함하기도 하며, 또한 자기 자신을 통과하는 도형을 포함하는 경우도 존재한다.
그 차원에서 포의 수가 가장 적은 정다포체인 단체의 경우 6차원 이상의 단체부터는 한 이포각의 크기가 72° 초과, 90° 미만이다. 그러므로 3개나 4개가 모일 수 있고, 초입방체의 경우에는 무조건 90° 이므로 3개가 모이게 된다. 참고로, 4개가 모이면 다 다포체의 테셀레이션이 된다. 따라서 7차원과 그 이후로는 3 종류의 정다포체 즉, 단체, 초입방체, 정축체와 한 가지의 정규 허니컴만 존재한다. 여기에서 단체와 초입방체 벌집은 자기쌍대이고, 초입방체와 정축체는 서로 쌍대 관계이다. 단체는 꼭짓점 도형과 셀이 모두 단체이며, 단채 3개가 한 모서리에 모인다. 초입방체는 셀이 초입방체이고, 꼭짓점 도형이 단체인데, 한 모서리에 초입방체 3개가 만난다. 또한 그의 쌍대인 정축체의 경우는 한 모서리에 단체 4개가 만나고, 꼭짓점 도형이 정축체이며, 셀이 단체이다. 그리고 하이퍼 큐브 벌집의 경우 초입방체 4개를 한 모서리에 모이개 하여 만들 수 있으며, 셀이 초입방체이며, 꼭짓점 도형이 이것의 쌍대인 정축체이다. 6차원 이상의 차원의 정축체의 경우는 한 이포각의 크기가 120°  이상이며, 초입방체 허니컴은 이포각의 크기가 무조건 180°라 이들로는 7차원 이상의 정다포체를 만들 수 없다. (단, 4차원 정다포체에서 정십육포체와 정이십사포체는 테서랙트와 마찬가지로, 테셀레이션을 할 수 있다). 또한 0차원의 면은 점이고, 1차원의 면은 선이고, 2차원은 다각형 면, 3차원은 포체 또는 셀이라고 한다. 또한 4차원에서의 면은 하이퍼 셀이며, 5차원 이상의 면은 그냥 n-face(n차원의 면)  이라고 한다.
이를 비유클리드 초공간으로 확장시켜서 유클리드 기하학에서는 불가능한 하이퍼볼릭 허니콤이라는 벌집을 만들 경우 n-1차원 정다포체로 이루어져 있고, 꼭짓점 도형도 정다포체인 유클리디안 콤팩트 하이퍼볼릭 허니콤, n-1차원 면이나 꼭짓점 도형이 정규 허니컴인 파라콤팩트 허니콤, 꼭짓점 도형과 n-1차원의 면 중 적어도 하나가 하이퍼볼릭인 논콤팩트 허니콤도 비유클리드 기하학에서는 가능하다.
가장 일반적으로 사용하는 정의는 한 단계 아래의 다포체를 이용하는 것이다.
0차원 다포체는 점이며, 1차원 다포체는 직선에서 점으로 범위를 제한한 도형, 2차원 다포체는 평면에서 1차원 다포체로 범위를 제한한 도형 등으로 구성한다.
즉, n차원 다포체는 {\displaystyle n}차원 공간에서 {\displaystyle (n-1)}차원 다포체로 범위를 제한한 도형을 가리키게 된다.
| 차원 | 영어        | 발음       | -                |
| ---- | ----------- | ---------- | ---------------- |
| 임의 | polytope    | 폴리토프   | （다포체）       |
| n    | n-polytope  | n-폴리토프 | （n차원 다포체） |
| 0    | point       | 포인트     | 점               |
| 1    | segment     | 세그멘트   | 선분             |
| 2    | polygon     | 폴리곤     | 다각형           |
| 3    | polyhedron  | 폴리헤드론 | 다면체           |
| 4    | polychoron  | 폴리코론   | （다포체）       |
| 5    | polyteron   | 폴리테론   |                  |
| 6    | polypeton   | 폴리페톤   |                  |
| 7    | polyexon    | 폴리엑손   |                  |
| 8    | polyzetton  | 폴리제톤   |                  |
| 9    | polyyotton  | 폴리요톤   |                  |
| 10   | polyxetton  | 폴리세톤   |                  |
| 11   | polyggopton | 폴리곱톤   |                  |

다포체를 여러 단체(simplex)를 서로 연결한 도형들의 집합으로 정의하는 경우도 있다. 이때 두 단체의 교집합은 반드시 점, 선, 면 등이어야 한다. 하지만 이 정의는 자기 자신을 통과하는 도형을 허용하지 않는다.
볼록 다포체는 다포체가 볼록 집합을 이루는 경우로 정의한다. 이외에도 유한 개의 점에 대한 최소볼록집합으로 정의할 수 있지만, 이 경우 유계인 다포체만 고려한다는 가정을 포함한다.

## 같이 보기
- 벌집 (기하학)

## n차원 볼록 정다포체 및 볼록 정규 허니컴의 종류
정다포체
- 정축체 {3^^n-2^^, 4} 면 : 단체 | 꼭짓점 : 정축체, 한 모서리에서 만나는 면의 개수는 4개, 초입방체의 쌍대
- 초입방체 {4, 3^^n-2^^} 면 : 초입방체 | 꼭짓점 : 단체, 한 모서리에서 만나는 면의 개수는 3개, 정축체의 쌍대
- 단체 {3^^n-1^^} 면 : 단체 | 꼭짓점 : 단체, 한 모서리에서 만나는 면의 개수는 3개이며, 자기쌍대

벌집
- 큐브 허니컴 {4, 3^^n-(2+1)^^, 4} 면 : 초입방체 | 꼭짓점 : 정축체 한 모서리에서 만나는 면의 개수는 4개이며, 단체와 마찬가지로 자기쌍대

n차원의 경우
단체는 n+1개의 면과 꼭짓점을 가짐, 초입방체는 2n개의 면과 2^n개의 꼭짓점을 가지고 있으며, 정축체는 이에 쌍대이므로 서로 반대, 입방체 벌집의 경우는 무수히 많은 면과 꼭짓점의 개수를 가지고 있으므로 표현할 수 없다.